# Годув (гміна)
Гміна Годув (пол. Gmina Godów) — сільська гміна у південній Польщі. Належить до Водзіславського повіту Сілезького воєводства.
Станом на 31 грудня 2011 у гміні проживало 13220 осіб.

## Територія
Згідно з даними за 2007 рік площа гміни становила 37.97 км², у тому числі:
- орні землі: 69.00%
- ліси: 8.00%

Таким чином, площа гміни становить 13.23% площі повіту.

## Населення
Станом на 31 грудня 2011:
| Опис     | Загалом | Загалом | Чоловіки | Чоловіки | Жінки | Жінки |
| -------- | ------- | ------- | -------- | -------- | ----- | ----- |
| одиниця  | осіб    | %       | осіб     | %        | осіб  | %     |
| все      | 13220   | 100     | 6497     | 49.15    | 6723  | 50.85 |
| міське   | 0       | 100     | 0        |          | 0     |       |
| сільське | 13220   | 100     | 6497     | 49.15    | 6723  | 50.85 |

## Сусідні гміни
Гміна Годув межує з такими гмінами: Водзіслав-Шльонський, Ґожице, Мшана.